# 洛克人EXE (動畫)
《洛克人EXE》（日語：ロックマンエグゼ）是洛克人EXE系列的第一部電視動畫，在2002年3月4日至2003年3月31日期間播出共56集。香港無綫電視翡翠台譯為《網絡英雄洛克人》，在2004年6月6日至12月19日期間播放。臺灣2004年6月5日每周六下午6：00在華視和緯來綜合台播出。

## 故事概要
西元2000年，由於網路科技的日新月異，人類已經進入了一個全新的時代（網路時代）。
每一個人皆會隨身攜帶PET，PET類似小型的個人電腦，其中安裝有稱之為「網路領航員」的人工智慧電腦。PET及網路領航員的發明為人類的生活帶來許多好處，但是網路駭客、病毒的傳播及高科技的犯罪也成為日益嚴重的問題。 
光熱斗是個國小五年級的學生，在他升上5年級的時候，父親為他設計了一個個人的網路領航員（洛克人）作為禮物，於是他與學校的好朋友們組成了一個網路領航員的團隊，他們解決了在網路上所發生的問題，結果他們發現，這些神秘的犯罪行為就是邪惡組織WWW一手所推行的。為了阻止WWW組織的網路領航員進行的計畫及散播病毒的行動，熱斗和洛克人不斷地與他們戰鬥。在網路警察與伊集院炎山的幫助下，光熱斗與洛克人勇敢地打擊犯罪，並且逐漸發掘出WWW組織的真正目的。

## 登場人物
光熱斗（聲：比嘉久美子；蔡惠萍）
本作系列主角。初登場為秋原小學5年級生。性格直接明快，雖不擅長用功但在清除病毒的部分成績最好。
大山迪卡歐（聲：沼田祐介；李錦綸）
光熱斗的朋友，心胸狹小的大個子。
櫻井美露（聲：水橋香織；曾秀清）
本作系列女主角，熱斗的青梅竹馬，成績傑出且頭腦相當好，但有時會在特殊場合下情緒失控。
冰川透（聲：渡邊久美子；黃麗芳）
光熱斗的朋友，溫泉社社長。
光祐一朗（聲：永野廣一→川島得愛；陳永信）
光熱斗的父親，在科學省任職的科學家。
大園瑪麗子（聲：日高範子；鄭麗麗）
熱斗的級任導師，性格明快且興趣廣泛，在校內兼任網球社和溫泉社顧問（劇場版有科幻電影俱樂部的名譽會員資格）。第二季後半表示有一位雙胞胎姊姊百合子。
日暮闇太郎（聲：上田祐司；鄺樹培→陳廷軒）
經營卡片商店，外表毫無精神的御宅族青年。
伊集院炎山（聲：齋賀光希；鄭麗麗）
光熱斗的朋友兼競爭對手。年僅12歲就以自身手腕與傑出表現接任巨大企業IPC（伊集院PET公司）副社長的少年。
名人（聲：藤原啓治；蘇強文）
本名江口名人。光祐一朗在科學省任職時的工作夥伴，最初為當熱斗陷入危機時伸出援手的神秘人物。
不太喜歡別人稱呼他名人先生，特別是熱斗對他稱呼時。

### 領航員
洛克人（聲：木村亞希子；區瑞華）
光熱斗的領航員。
氣力人（聲：下山吉光；馮錦堂）
迪卡歐的領航員。
蘿露（聲：城雅子；林元春）
美露的領航員。
數字人（聲：上田祐司；陳永信）
闇太郎的領航員。
冰塊人（聲：野田順子；林元春）
阿透的領航員。與其他人不同為小朋友專用的領航員，擅長操縱冰雪。
布魯斯（聲：松風雅也；鄺樹培→李致林）
炎山的領航員。為炎山小時候從父親那邊借來用，外表冷酷且和他形影不離的劍士。
第二季中一度因為一時危及插入黑暗晶片而黑化，後來本體核心由洛克人淨化。詳細見該人物介紹。

#### 反派領航員
火焰人（聲：加藤木賢志；林國雄）
電力人（聲：鈴木千尋；鄺樹培→馮錦堂）
魔術人（聲：小西克幸；招世亮）
泡泡人（聲：芝原千弥子；謝潔貞→伍秀霞）

### WWW（World Three）
威利博士（聲：長克巳；源家祥→盧國權→招世亮）
本作反派組織"WWW"的首領，曾率領福音會與"WWW"造成世界混亂的恐怖中，以暗黑同步進化的百合子、將利卡爾給囚禁並加以研究其力量的科學力發展下創立出該組織。
火野健一（聲：小西克幸；梁志達→馮錦堂）
通稱火野健，"WWW"的幹部之一。當"WWW"被摧毀後成為熱斗一行人的協助者。
電力伯爵（聲：三宅健太；陳欣→翟耀輝）
本名傑克‧愛樂基頓。第二季[AXESS]最初登場的"WWW"幹部之一。
瑪哈‧加拉瑪（聲：園部啓一；張炳強）
第二季[AXESS]最初登場的"WWW"幹部之一。擅長瑜珈、製作咖哩飯與程式設計的達人，同時也可召喚出病毒來，出身於代代製作咖哩的家族。

### 黑暗領航員
陰影人（聲：中村秀利）
第二季【AXESS】登場。吸血鬼型的黑暗生命體。利用蝙蝠的超音波進行攻擊。黑暗生命體的頭，為了消滅人類，和利卡爾合作共同謀所有犯罪事件。但多次的音黑暗晶片而差點合作破裂，但其時他自己本來就不是真心想和利卡爾合作，最後還是因為黑暗晶片的事情和利卡爾鬧翻。最終被利卡爾按雷射人的雙向融合姿態消滅。

## 製作人員
- 原案 - CAPCOM
- 監察人 - 稲船敬二、佐上靖之
- 企劃協力 - 小学館キャラクター事業センター
- 原案協力 - 黒澤真、西巻篤秀
- 監督 - 加戶誉夫
- 系列構成 - 荒木憲一
- 人物設定 - 石原滿
- 機械設定 - 渡邊浩二
- 美術監督 - 高山八大
- 色彩設計 - 伴夏代
- 攝影監督 - 廣瀬勝利
- 3DCG制作 - 小学館ミュージック&デジタル エンタテイメント
- 編集 - 邊見俊夫
- 音效指導 - 明田川仁
- 音樂 - 堀井勝美
- 音樂製作人 - 長澤隆之
- 動畫製作人- 山本俊一、丸川直子
- 製作人 - 小林教子（東京電視台）、中澤利洋
- 動畫製作 - XEBEC
- 製作 - 東京電視台、NAS、小學館製作

## 主題歌
片頭曲
「ロックマンのテーマ〜風を突き抜けて〜」
作詞 - 青山紳一郎 / 作曲 - 辻陽 / 編曲 - 近藤昭雄 / 歌 - 橋本仁
前期片尾曲
「Piece of Peace」（2002年3月-2002年8月）
作詞 - 海老根祐子 / 作曲 - 和田耕平 / 編曲 - 安藤高弘 / 歌 - MIKA
後期片尾曲
「begin the TRY」（2002年9月-2003年3月）
作詞 - 木本慶子 / 作曲・編曲 - 堀隆 / 歌 - 森久保祥太郎

## 各話標題
| 話數 | 日文標題        | 香港標題              | 台灣標題             | 腳本           | 分鏡         | 演出     | 作畫監督            | 播放日期      |
| ---- | --------------- | --------------------- | -------------------- | -------------- | ------------ | -------- | ------------------- | ------------- |
| 1    |                 | 插入!洛克人!          | 洛克人登場           | 荒木憲一       | 加戸誉夫     | 阿部雅司 | 坂崎忠              | 2002年 3月4日 |
| 2    |                 | 地下鐵大狂奔!         | 地下鐵大暴動         | 荒木憲一       | 土蛇我現     | 日下直義 | 池上太郎            | 3月11日       |
| 3    |                 | 交通燈大亂!           | 紅綠燈失控記         | あみやまさはる | 加戸誉夫     | 境橋渡   | 矢野裕一郎          | 3月18日       |
| 4    |                 | 數三聲!               | 數三下               | 長谷川圭一     | 藤本義孝     | 岡田宇啓 | 小林勝利            | 3月25日       |
| 5    |                 | 暴走魚大挑戰!         | 挑戰失控的魚         | 関島眞頼       | 藤本義孝     | 藤本義孝 | 桜井木ノ実          | 4月1日        |
| 6    |                 | 冰點下激鬥!           | 冰點以下的激鬥       | 荒木憲一       | 土蛇我現     | 日下直義 | 池上太郎            | 4月8日        |
| 7    |                 | 深夜決戰!             | 午夜的決鬥           | 長谷川圭一     | 菊池一仁     | 牛草健   | 矢野裕一郎 石川健朝 | 4月15日       |
| 8    |                 | 火炎人的大報復!       | 火焰人的復仇         | あみやまさはる | 阿部雅司     | 阿部雅司 | 石原満              | 4月22日       |
| 9    |                 | 可怕的瑜珈戰士!       | 恐怖的瑜珈戰士       | 関島眞頼       | 宮原修二     | 岡田宇啓 | 足立慎吾            | 4月29日       |
| 10   |                 | N1大賽!               | N1錦標賽             | 荒木憲一       | 土蛇我現     | 日下直義 | 池上太郎            | 5月6日        |
| 11   |                 | 看不見的敵人          | 看不見的敵人         | 長谷川圭一     | 藤本義孝     | 藤本義孝 | 桜井木ノ実          | 5月13日       |
| 12   |                 | 激鬥!粉紅色的火花!    | 衝突！粉紅的火花     | 関島眞頼       | 菊池一仁     | 木村寛   | 矢野裕一郎 村上勉   | 5月20日       |
| 13   |                 | 灼熱的對戰!           | 灼熱的網路對戰       | 荒木憲一       | 大槻敦史     | 大槻敦史 | 津熊健徳 石原満     | 5月27日       |
| 14   |                 | 街頭對戰!             | 街戰                 | 長谷川圭一     | 土蛇我現     | 日下直義 | 池上太郎            | 6月3日        |
| 15   |                 | 特訓!程式強化!        | 特訓！程式進階       | 山田健一       | 村山靖       | 筑紫大介 | 山本郷              | 6月10日       |
| 16   |                 | 令人驚異的領航員!     | 驚人的網路領航員     | 荒木憲一       | 藤本義孝     | 藤本義孝 | 足立慎吾            | 6月24日       |
| 17   |                 | 比夫司令的真正身分!   | 比夫司令的真正身分!  | 関島眞頼       | 阿部雅司     | 阿部雅司 | 石川健朝            | 6月30日       |
| 18   |                 | WWW的大反擊!          | WWW暗地裡的行動      | 山田健一       | どじゃがげん | 日下直義 | 池上太郎            | 7月8日        |
| 19   |                 | 戰慄!惡魔晶片!        | 戰慄的惡魔晶片       | 長谷川圭一     | 高田淳       | 境橋渡   | 矢野裕一郎          | 7月15日       |
| 20   |                 | 伊朵的大危機!         | 伊朵千鈞一髮         | 荒木憲一       | 大槻敦史     | 大槻敦史 | 津熊健徳            | 7月22日       |
| 21   |                 | 最強的BR旋風!         | 最強的組合:BR旋風    | 荒木憲一       | 加戸誉夫     | 筑紫大介 | 山本郷              | 7月29日       |
| 22   |                 | 最後一戰的終點        | 決戰的盡頭           | 関島眞頼       | どじゃがげん | 日下直義 | 池上太郎            | 8月5日        |
| 23   |                 | 破滅之王 法老人!      | 毀滅之王：法老人     | 長谷川圭一     | 藤本義孝     | 藤本義孝 | 足立慎吾            | 8月12日       |
| 24   |                 | 洛克人復活大作戰!     | 洛克人復活大作戰!    | 山田健一       | 高田淳       | 木村寛   | 矢野裕一郎 増谷三郎 | 8月19日       |
| 25   |                 | 甦醒啦!洛克人!        | 甦醒吧！洛克人       | 荒木憲一       | 阿部雅司     | 阿部雅司 | 加藤初重 石原満     | 8月26日       |
| 26   |                 | 奇怪!幽靈船之謎!      | 詭異的幽靈船之謎     | 山田健一       | どじゃがげん | 日下直義 | 池上太郎            | 9月2日        |
| 27   |                 | 我要做偶像            | 我要做偶像           | 荒川稔久       | 筑紫大介     | 筑紫大介 | 山本郷              | 9月9日        |
| 28   |                 | 洛克人被盜!           | 洛克人被偷走了       | 長谷川圭一     | どじゃがげん | 日下直義 | 池上太郎            | 9月16日       |
| 29   |                 | 毒蛇女士的圈套!       | 毒蛇夫人的陷阱       | 丸川直子       | 藤本義孝     | 藤本義孝 | 津熊健徳            | 9月23日       |
| 30   |                 | 電擊媽媽的電擊作戰!   | 電擊媽媽的電擊大作戰 | 荒木憲一       | 寺東克己     | 木村寛   | 増谷三郎 矢野裕一郎 | 9月30日       |
| 31   |                 | 華麗的咖喱對戰!       | 豪華的咖哩大對決     | 関島眞頼       | どじゃがげん | 日下直義 | 池上太郎            | 10月7日       |
| 32   |                 | 網路之城              | 網路之城             | 加戸誉夫       | 阿部雅司     | 阿部雅司 | 足立慎吾 高見明男   | 10月14日      |
| 33   |                 | 摧毀病毒工場!         | 殲滅病毒工廠         | 荒木憲一       | 筑紫大介     | 筑紫大介 | 高橋晃              | 10月21日      |
| 34   |                 | 電子貨幣大混亂!       | 電子金融大混亂       | 山田健一       | どじゃがげん | 日下直義 | 池上太郎            | 10月28日      |
| 35   |                 | 水壩決堤前一刻!       | 水壩潰堤倒數0秒      | 長谷川圭一     | 藤本義孝     | 大槻敦史 | 石原満              | 11月4日       |
| 36   |                 | 電算市南極化作戰!     | 電算市南極化計劃     | 丸川直子       | 村山靖       | 筑紫大介 | 山本郷              | 11月11日      |
| 37   |                 | 紅色閃光!             | 紅色的閃光           | 荒木憲一       | 加戸誉夫     | 片貝慎   | 津熊健徳            | 11月18日      |
| 38   |                 | 實力強勁的剪刀人兄弟! | 剪刀人兄弟太厲害了   | 関島眞頼       | どじゃがげん | 日下直義 | 池上太郎            | 11月25日      |
| 39   |                 | 奶油島公主            | 奶油島公主           | 山田健一       | 菊池一仁     | 筑紫大介 | 高橋晃              | 12月2日       |
| 40   | ばとったるねん! | 激烈對戰!             | 和我戰鬥吧！         | 長谷川圭一     | どじゃがげん | 日下直義 | 池上太郎            | 12月9日       |
| 41   |                 | 名犬拉修!             | 名犬拉修!            | 山田健一       | 阿部雅司     | 大槻敦史 | 足立慎吾            | 12月16日      |
| 42   |                 | 跳糟福音會!           | 我要轉任到福音會工作 | 関島眞頼       | どじゃがげん | 日下直義 | 池上太郎            | 12月23日      |
| 43   |                 | 帶我去打棒球啦!       | 帶我去打棒球吧       | 加戸誉夫       | 村山靖       | 阿部雅司 | 津熊健徳            | 12月30日      |
| 44   |                 | 叛變的騎士人!         | 騎士人背叛主人了     | 山田健一       | 阿部雅司     | 大槻敦史 | 高見明男            | 2003年 1月6日 |
| 45   |                 | 我們要上月球!         | 讓我們到那個月球去   | 丸川直子       | どじゃがげん | 日下直義 | 池上太郎            | 1月13日       |
| 46   |                 | 威利博士的遺產!       | 威利博士的遺產       | 荒木憲一       | 筑紫大介     | 筑紫大介 | 高橋晃              | 1月20日       |
| 47   |                 | 網路賽車大賽!         | 網路賽車大賽!        | 関島眞頼       | どじゃがげん | 日下直義 | 池上太郎            | 1月27日       |
| 48   |                 | 電腦的魔鬼!           | 電腦的魔物           | 山田健一       | 木村寛       | 木村寛   | 矢野裕一郎          | 2月3日        |
| 49   |                 | 福音獸                | 福音                 | 荒木憲一       | 村山靖       | 大槻敦史 | 津熊健徳            | 2月10日       |
| 50   |                 | 佛魯迪                | 霍提人               | 荒木憲一       | どじゃがげん | 日下直義 | 池上太郎            | 2月17日       |
| 51   |                 | 崩潰的一刻!           | 崩潰的時刻           | 荒木憲一       | 加戸誉夫     | 阿部雅司 | 石原満              | 2月24日       |
| 52   |                 | 綾小路家的秘密!       | 綾小路家的祕密       | 山田健一       | どじゃがげん | 日下直義 | 池上太郎            | 3月3日        |
| 53   |                 | 比夫司令對熱斗!       | 比夫司令對抗熱斗     | 長谷川圭一     | 筑紫大介     | 筑紫大介 | 加藤初重            | 3月10日       |
| 54   |                 | 小奇歐男來到鎮上!     | 奇小歐來到鎮上了     | 関島眞頼       | どじゃがげん | 日下直義 | 池上太郎            | 3月17日       |
| 55   |                 | 布魯斯漫長的一日      | 布魯斯漫長的一天     | 丸川直子       | 片貝慎       | 片貝慎   | 津熊健徳            | 3月24日       |
| 56   |                 | 病毒旋風!             | 病毒旋風!            | 荒木憲一       | 阿部雅司     | 阿部雅司 | 石原満              | 3月31日       |

## 播放電視台
| 地區 | 播放電視台         | 播放日期               | 播放時間（UTC+8）     | 所屬聯播網 | 備註                                                     |
| ---- | ------------------ | ---------------------- | --------------------- | ---------- | -------------------------------------------------------- |
| 台灣 | 華視               | 2004年6月5日-待查      | 星期六18:00-18:30     | 衛星電視   | 同日雙頻道聯合首播，華視播映版本有雙語發音、片尾曲有刪減 |
| 台灣 | 緯來綜合台         | 2004年6月5日-待查      | 星期六18:00-18:30     | 第四台     | 同日雙頻道聯合首播，華視播映版本有雙語發音、片尾曲有刪減 |
| 香港 | 香港無綫電視翡翠台 | 2004年6月6日－12月19日 | 星期六、日17:25-17:55 | CS放送     | 第55-56集播放時間16:55-17:50                             |

## 外部連結
- 洛克人EXE官方網站 （页面存档备份，存于）（日語）
- 洛克人EXE中文官方網站(已失效) （页面存档备份，存于）（繁體中文）

洛克人EXE中文官網2004年
（页面存档备份，存于）